# Liste des chefs d'État de la République démocratique du Congo

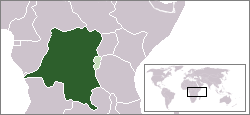
Le Congo belge (vert foncé) et le Ruanda-Urundi (vert clair), 1935.

Liste des administrateurs puis des vice-gouverneurs généraux de l'État indépendant du Congo et des gouverneurs généraux du Congo belge (aujourd'hui République démocratique du Congo).

## Association internationale du Congo
L'Association internationale du Congo (AIC) est créée le 17 novembre 1879 par Léopold II, roi des Belges, à partir du Comité d'Études du Haut-Congo. Elle sera dissoute en 1885 et ses structures sont reprises par l'État indépendant du Congo.
L'association est présidée par le Colonel Maximilien Strauch. Francis Walter de Winton en est le premier administrateur général du 22 avril 1884 au premier juillet 1885.
Avant la création de cette association, l'autorité est exercée sur le territoire du Congo jusqu'en avril 1884 par l'explorateur et chef d'expédition Henry Morton Stanley.
| Portrait | Nom (Date de naissance)              | Fonction               | Durée du mandat | Durée du mandat  | Notes |
| Portrait | Nom (Date de naissance)              | Fonction               | Début du mandat | Fin du mandat    | Notes |
| -------- | ------------------------------------ | ---------------------- | --------------- | ---------------- | ----- |
|          | Francis Walter de Winton (1835–1901) | Administrateur général | 22 avril 1884   | 1er juillet 1885 |       |

## État indépendant du Congo

### Administrateurs généraux / Gouverneurs généraux
| Portrait           | Nom (Date de naissance)              | Fonction               | Durée du mandat  | Durée du mandat  | Notes |
| Portrait           | Nom (Date de naissance)              | Fonction               | Début du mandat  | Fin du mandat    | Notes |
| ------------------ | ------------------------------------ | ---------------------- | ---------------- | ---------------- | ----- |
|                    | Francis Walter de Winton (1835–1901) | Administrateur général | 1er juillet 1885 | avril 1886       |       |
|                    | Camille Janssen (1837–1926)          | Administrateur général | avril 1886       | 17 avril 1887    |       |
| Gouverneur général | Camille Janssen (1837–1926)          | 17 avril 1887          | 1er juillet 1892 | [ 2 ]            |       |
|                    | Théophile Wahis (1844–1921)          | Gouverneur général     | 1er juillet 1892 | 15 novembre 1908 |       |

### Vice-gouverneurs généraux
| Portrait                | Nom (Date de naissance)                | Fonction                      | Durée du mandat   | Durée du mandat   | Notes |
| Portrait                | Nom (Date de naissance)                | Fonction                      | Début du mandat   | Fin du mandat     | Notes |
| ----------------------- | -------------------------------------- | ----------------------------- | ----------------- | ----------------- | ----- |
|                         | Camille Janssen (1837–1926)            | Vice-administrateur général   | 25 septembre 1885 | avril 1886        |       |
|                         | Herman Ledeganck (1841–1908)           | Vice-gouverneur général       | 31 janvier 1888   | janvier 1889      | [ 3 ] |
|                         | Henri Gondry (1845–1889)               | Vice-gouverneur intérimaire   | janvier 1889      | 18 mai 1889       | [ 4 ] |
|                         | Camille Coquilhat (1853–1891)          | Vice-gouverneur général       | 1890              | 24 mars 1891      | [ 5 ] |
|                         | Théophile Wahis (1844–1921)            | Vice-gouverneur général       | 15 avril 1891     | 1er juillet 1892  | [ 6 ] |
|                         | Francis Dhanis (1861–1909)             | Vice-gouverneur général       | 4 septembre 1896  | 1897              |       |
|                         | Émile Wangermée (1855–1924)            | Vice-gouverneur général       | 11 avril 1897     | 1er décembre 1897 |       |
|                         | Alphonse Van Gele (1848–1939)          | Vice-gouverneur général       | 1er décembre 1897 | 10 janvier 1899   |       |
|                         | Paul Costermans (1860–1905)            | Vice-gouverneur général       | janvier 1904      | mars 1905         |       |
|                         | Félix Fuchs (1858–1928)                | Gouverneur général ad interim | 25 décembre 1902  | 4 mars 1904       |       |
| Vice-gouverneur général | Félix Fuchs (1858–1928)                | 1907                          | 1908              |                   |       |
|                         | Albert Lantonnois van Rode (1852–1934) | Vice-gouverneur général       | mai 1905          | 1906/7            |       |

## Congo belge
| Portrait | Nom (Date de naissance)             | Fonction           | Durée du mandat   | Durée du mandat   | Notes |
| Portrait | Nom (Date de naissance)             | Fonction           | Début de mandat   | Fin de mandat     | Notes |
| -------- | ----------------------------------- | ------------------ | ----------------- | ----------------- | ----- |
|          | Théophile Wahis (1844–1921)         | Gouverneur général | 15 novembre 1908  | 20 mai 1912       |       |
|          | Félix Fuchs (1858–1928)             | Gouverneur général | 20 mai 1912       | 5 janvier 1916    |       |
|          | Eugène Henry (1862–1930)            | Gouverneur général | 5 janvier 1916    | 30 janvier 1921   |       |
|          | Maurice Auguste Lippens (1875–1956) | Gouverneur général | 30 janvier 1921   | 24 janvier 1923   |       |
|          | Martin Rutten (1876–1944)           | Gouverneur général | 24 janvier 1923   | 27 décembre 1927  |       |
|          | Auguste Tilkens (1869–1949)         | Gouverneur général | 27 décembre 1927  | 14 septembre 1934 |       |
|          | Pierre Ryckmans (1891–1959)         | Gouverneur général | 14 septembre 1934 | 31 décembre 1946  |       |
|          | Eugène Jungers (1888–1958)          | Gouverneur général | 31 décembre 1946  | 1er janvier 1952  |       |
|          | Léon Pétillon (1903–1996)           | Gouverneur général | 1er janvier 1952  | 12 juillet 1958   |       |
|          | Henry Cornelis (1910–1999)          | Gouverneur général | 12 juillet 1958   | 30 juin 1960      |       |

Le 1er juillet 1960, le Congo belge devient indépendant et est aujourd'hui dénommé République démocratique du Congo.

## Liste des présidents
| N°                                                    | Portrait         | Nom                   | Début du mandat  | Fin du mandat    | Parti | Parti           | Note |
| ----------------------------------------------------- | ---------------- | --------------------- | ---------------- | ---------------- | ----- | --------------- | --- |
| République du Congo                                   |                  |                       |                  |                  |       |                 | |
| Première République                                   |                  |                       |                  |                  |       |                 | |
| 1                                                     |                  | Joseph Kasa-Vubu      | 30 juin 1960     | 24 novembre 1965 |       | Abako           | Élu démocratiquement au suffrage universel indirect, renversé militairement par Mobutu                                                                 |
| 2                                                     |                  | Joseph-Désiré Mobutu  | 25 novembre 1965 | 1er juillet 1966 |       | Militaire       | Arrivé au pouvoir à la suite d'un coup d'État |
| République démocratique du Congo                      |                  |                       |                  |                  |       |                 | |
| Deuxième République                                   |                  |                       |                  |                  |       |                 | |
| (2)                                                   |                  | Joseph-Désiré Mobutu  | 1er juillet 1966 | 27 octobre 1971  |       | MPR             | Autoproclamé, puis élu en 1970 |
| République du Zaïre                                   |                  |                       |                  |                  |       |                 | |
| (2)                                                   |                  | Mobutu Sese Seko      | 27 octobre 1971  | 16 mai 1997      |       | MPR             | Renversé par la rébellion conduite par Laurent-Désiré Kabila                                                                                           |
| République démocratique du Congo                      |                  |                       |                  |                  |       |                 | |
| Gouvernement de salut public                          |                  |                       |                  |                  |       |                 | |
| 3                                                     |                  | Laurent-Désiré Kabila | 17 mai 1997      | 16 janvier 2001  |       | Militaire       | Autoproclamé, assassiné |
| Eddy Kapend assure l'intérim du 16 au 17 janvier 2001 |                  |                       |                  |                  |       |                 | |
| 4                                                     |                  | Joseph Kabila         | 17 janvier 2001  | 26 janvier 2003  |       | PPRD            | Fils du précédent, nommé président par intérim |
| Gouvernement de transition                            |                  |                       |                  |                  |       |                 | |
| (4)                                                   |                  | Joseph Kabila         | 26 janvier 2003  | 6 décembre 2006  |       | PPRD            | Nommé à la suite des accords de Prétoria, il est encadré dans sa fonction par quatre vice-présidents issus des factions de la Deuxième guerre du Congo |
| Troisième République                                  |                  |                       |                  |                  |       |                 | |
| (4)                                                   |                  | Joseph Kabila         | 6 décembre 2006  | 21 décembre 2011 |       | PPRD            | Élu démocratiquement au suffrage universel direct |
| (4)                                                   | 21 décembre 2011 | Joseph Kabila         | 25 janvier 2019  |                  |       | PPRD            | Élu démocratiquement au suffrage universel direct |
| 5                                                     |                  | Félix Tshisekedi      | 25 janvier 2019  | 20 janvier 2024  |       | UDPS-Tshisekedi | Premier président issu d'une alternance démocratique.                                                                                                  |
| 5                                                     | 20 janvier 2024  | Félix Tshisekedi      | en fonction      |                  |       | UDPS-Tshisekedi | Premier président issu d'une alternance démocratique.                                                                                                  |

## Les quatre vice-présidents
- Azarias Ruberwa (RCD): Politique intérieure, Défense et Sécurité
- Arthur Z'ahidi Ngoma (forces du futur) : socio-culturel
- Abdoulaye Yerodia Ndombasi (PPRD): Reconstruction et Développement.
- Jean-Pierre Bemba (MLC): Économie et Finance

Sénat de la République démocratique du Congo
| Nom                             |
| ------------------------------- |
| Joseph Iléo                     |
| Victor Koumorico                |
| Isaac Kalonji                   |
| Sylvestre Mudingayi             |
| Senate abolished                |
| Pierre Marini Bodho             |
| Léon Kengo Wa Dondo             |
| Léon Mamboleo                   |
| Alexis Thambwe Mwamba           |
| Léon Mamboleo                   |
| Modeste Bahati Lukwebo          |
| Mossai Sanguma                  |
| Pascal Kinduelo Lumbu           |
| Jean-Michel Sama Lukonde Kyenge |

## liste des Premiers ministres de la république démocratique du Congo
La liste des Premiers ministres de la république démocratique du Congo répertorie l'ensemble des personnes ayant occupé la fonction de chef de gouvernement de la république démocratique du Congo, appelée Zaïre entre 1971 et 1997, depuis son indépendance en 1960.
Selon le régime en place, la fonction de chef de gouvernement a pris des noms différents, soit : 
- Premier ministre, entre 1960 et 1966 et depuis 1990 ;
- Premier commissaire d'État, entre 1977 et 1990 à l'époque de la République du Zaïre.

Entre 1966 et 1977, la fonction est abolie et remplacée par un Conseil exécutif, sous les ordres de Joseph-Désiré Mobutu.
| Premier ministre | Naissance et décès | Début             | Fin               | Parti           | Remarques                                          |
| --- | ------------------ | ----------------- | ----------------- | --------------- | -------------------------------------------------- |
| Première République |                    |                   |                   |                 |                                                    |
| Patrice Lumumba | (1925-1961)        | 24 juin 1960      | 5 septembre 1960  | MNC-Lumumba     | Meurt assassiné 4 mois après la fin de son mandat. |
| Joseph Ileo | (1921-1994)        | 12 septembre 1960 | 20 septembre 1960 | MNC-Kalonji     | Première fois.                                     |
| Justin Marie Bomboko | (1928-2014)        | 20 septembre 1960 | 9 février 1961    | Union des Mongo | président du Collège des Commissaires généraux     |
| Joseph Ileo | (1921-1994)        | 9 février 1961    | 27 juillet 1961   | MNC-Kalonji     | Deuxième fois.                                     |
| Cyrille Adoula | (1921-1978)        | 2 août 1961       | 30 juin 1964      | indépendant     |                                                    |
| Moïse Tshombe | (1919-1969)        | 10 juillet 1964   | 13 octobre 1965   | CONACO          |                                                    |
| Évariste Kimba | (1926-1966)        | 18 octobre 1965   | 14 novembre 1965  | CONACO          | Meurt exécuté 8 mois après la fin de son mandat.   |
| Coup d'État de Joseph-Désiré Mobutu |                    |                   |                   |                 |                                                    |
| Léonard Mulamba | (1928-1986)        | 25 novembre 1965  | 26 octobre 1966   | militaire       |                                                    |
| Poste aboli et remplacé par le Conseil exécutif (27 octobre 1966 – 27 octobre 1971)                                                                         |                    |                   |                   |                 |                                                    |
| République du Zaïre |                    |                   |                   |                 |                                                    |
| Poste aboli et remplacé par le Conseil exécutif (27 octobre 1971 – 6 juillet 1977)                                                                          |                    |                   |                   |                 |                                                    |
| Premier commissaire d'État | Naissance et décès | Début             | Fin               | Parti           | Remarque                                           |
| Mpinga Kasenda | (1937-)            | 6 juillet 1977    | 6 mars 1979       | MPR             |                                                    |
| Bo-Boliko Lokonga Mihambo | (1934-2018)        | 6 mars 1979       | 27 août 1980      | MPR             |                                                    |
| Jean Nguza Karl-I-Bond | (1938-2003)        | 27 août 1980      | 23 avril 1981     | MPR             | Première fois.                                     |
| Joseph Untube N'singa Udjuu | (1934-2021)        | 23 avril 1981     | 5 novembre 1982   | MPR             |                                                    |
| Kengo Wa Dondo | (1935-)            | 5 novembre 1982   | 31 octobre 1986   | MPR             | Première fois.                                     |
| Poste vacant (31 octobre 1986 – 27 janvier 1987) |                    |                   |                   |                 |                                                    |
| Mabi Mulumba | (1941-)            | 27 janvier 1987   | 7 mars 1988       | MPR             |                                                    |
| Sambwa Pida Nbangui | (1940-1998)        | 7 mars 1988       | 26 novembre 1988  | MPR             |                                                    |
| Kengo Wa Dondo | (1935-)            | 26 novembre 1988  | 4 mai 1990        | MPR             | Deuxième fois.                                     |
| Premier ministre | Naissance et décès | Début             | Fin               | Parti           | Remarque                                           |
| Lunda Bululu | (1942-)            | 4 mai 1990        | 1er avril 1991    | MPR             |                                                    |
| Mulumba Lukoji | (1943-1997)        | 1er avril 1991    | 29 septembre 1991 | MPR             |                                                    |
| Étienne Tshisekedi | (1932-2017)        | 29 septembre 1991 | 1er novembre 1991 | UDPS            | Père de l'actuel président de la RDC Première fois |
| Bernardin Mungul Diaka | (1933-1999)        | 1er novembre 1991 | 25 novembre 1991  | RDR             |                                                    |
| Jean Nguza Karl-I-Bond | (1938-2003)        | 25 novembre 1991  | 15 août 1992      | UFERI           | Deuxième fois.                                     |
| Étienne Tshisekedi | (1932-2017)        | 15 août 1992      | 1er décembre 1992 | UDPS            | Deuxième fois.                                     |
| Faustin Birindwa | (1940-1999)        | 3 avril 1993      | 14 janvier 1994   | UDPS            |                                                    |
| Kengo Wa Dondo | (1935-)            | 6 juillet 1994    | 2 avril 1997      | UDI             | Troisième fois.                                    |
| Étienne Tshisekedi | (1932-2017)        | 2 avril 1997      | 9 avril 1997      | UDPS            | Troisième fois.                                    |
| Likulia Bolongo | (1939-)            | 9 avril 1997      | 16 mai 1997       | militaire       | Dernier premier ministre du Zaïre.                 |
| Prise de Kinshasa Troisième République |                    |                   |                   |                 |                                                    |
| Poste aboli et remplacé par le Gouvernement de salut public puis par le Gouvernement de transition (Kabila I et Kabila II) (16 mai 1997 – 30 décembre 2006) |                    |                   |                   |                 |                                                    |
| Antoine Gizenga | (1925-2019)        | 30 décembre 2006  | 10 octobre 2008   | PALU            | Poste restauré par la nouvelle Constitution        |
| Adolphe Muzito | (1957-)            | 10 octobre 2008   | 7 mars 2012       | PALU            |                                                    |
| Louis Koyagialo | (1947-2014)        | 7 mars 2012       | 18 avril 2012     | PPRD            | par intérim                                        |
| Augustin Matata Ponyo | (1964-)            | 18 avril 2012     | 14 novembre 2016  | PPRD            |                                                    |
| Samy Badibanga | (1962-)            | 17 novembre 2016  | 17 mai 2017       | Indépendant     |                                                    |
| Bruno Tshibala | (1956-)            | 18 mai 2017       | 7 septembre 2019  | UDPS            |                                                    |
| Sylvestre Ilunga | (1947-)            | 7 septembre 2019  | 26 avril 2021     | PPRD            |                                                    |
| Jean-Michel Sama Lukonde Kyenge | (1977-)            | 26 avril 2021     | 12 juin 2024      | ACO             |                                                    |
| Judith Tuluka Suminwa | (1967-)            | 12 juin 2024      | En fonction       | UDPS            | Première femme à occuper ce poste                  |